# Sven Davidsson (konstnär)

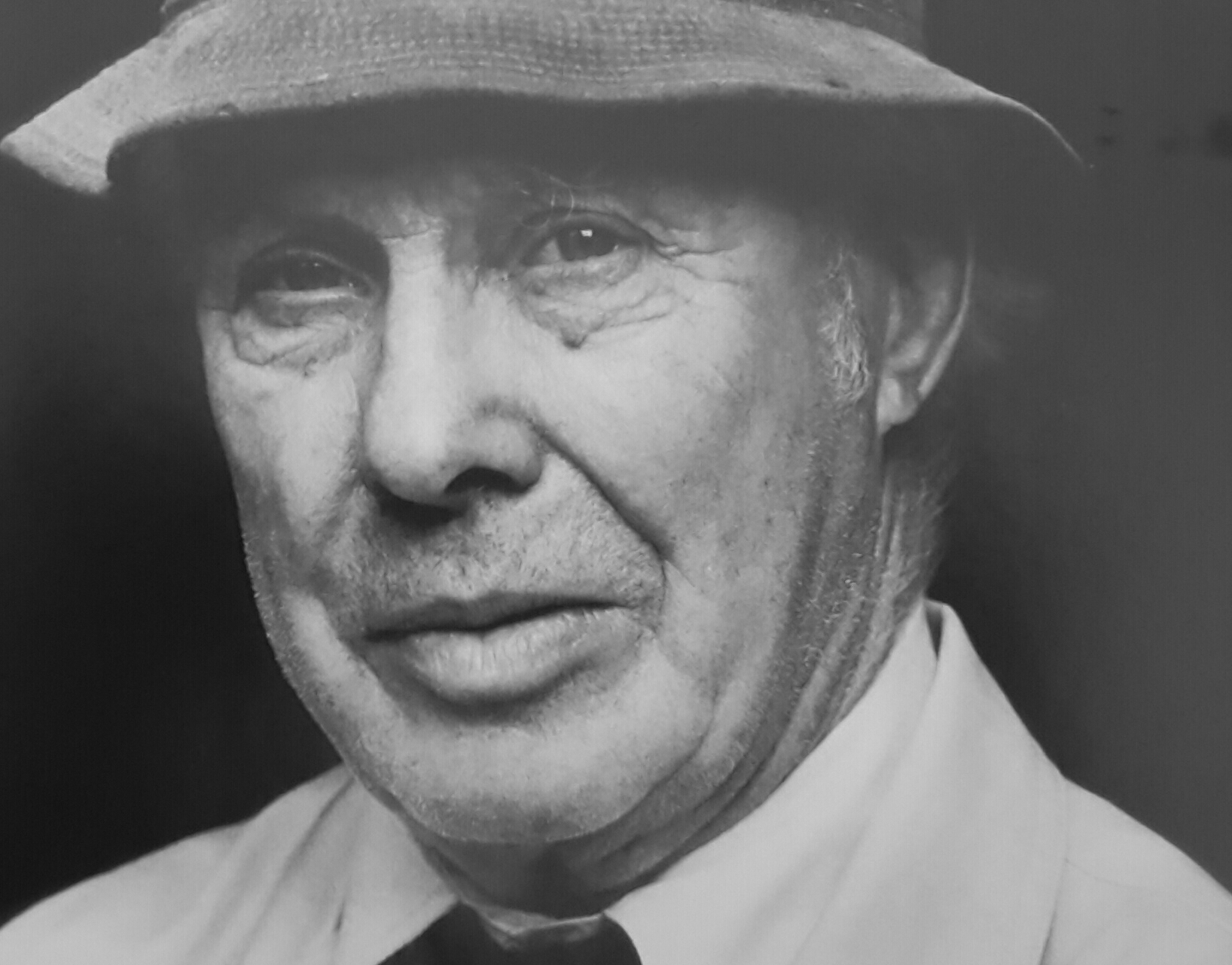
Konstnär Sven Davidsson

Sven Gösta Davidsson född 22 december 1911 i Vånga församling, Linköpings stift, Östergötlands län död 13 april 2004 i Kullerstad, Norrköping, var en svensk målare och skulptör. 
Brand började först arbeta vid ett sågverk och olika målerifirmor. Som konstnär var han autodidakt med studier i måleri vid Hermods korrespondensinstitut i Malmö.
Han flyttade till Örebro under 1930-talet och tog då upp sitt konstnärliga måleri. 
Han har medverkat i ett flertal samlingsutställningar bland annat på New Friends Fine Art Gallery, Florida, USA
Hans produktion bestod av landskap, stadsmotiv, blommor och stilleben.